# Simson S70-serie
De Simson Super 80 was een lichte motorfiets ("Leichtkraftrad") van het Oost-Duitse merk Simson, speciaal ontwikkeld voor de markt in West-Duitsland. De Simson S70 was identiek, dit was de naam waaronder de machines in de DDR verhandeld werden.

## Voorgeschiedenis
Simson was halverwege de 19e eeuw opgericht als staalfabriek, maar had in het eerste deel van de 20e eeuw wapens, fietsen, automobielen, motorfietsen en kinderwagens geproduceerd. Na de Tweede Wereldoorlog kwam het in de Sovjet-bezettingszone in Duitsland te liggen. Na de oprichting van de Duitse Democratische Republiek was het een Volkseigener Betrieb geworden en richtte het zich naar de Oost-Duitse Planeconomie. Omdat er in de DDR grote behoefte was aan betaalbare transportmiddelen was men al in 1955 begonnen met de productie van de SR1 bromfietsen. In 1964 volgde de "Vogelserie", een serie bromfietsen die allemaal vogelnamen hadden. Halverwege de jaren zeventig waren deze modellen dermate ouderwets geworden dat ze - met name in het Westen - niet meer te verkopen waren. Toen werden ze vervangen door een nieuwere, vlottere modellen, de S50 in 1975 en de S51 in 1980. Intussen richtte het merk Simson zich ook steeds meer op export naar landen buiten het Oostblok. Om aan de vraag in West-Duitsland tegemoet te komen moest men echter, vanwege de daar geldendende "80 cc categorie", grotere motoren maken.

#### Super 80 en S70
De Simson S70 en Super 80 waren lichte motorfietsjes, die gebaseerd waren op de S51-serie, maar die de 70 cc motoren hadden. De benaming "Super 80" was uiteraard ingegeven doordat de machine in de 80 cc rijbewijsklasse moest acteren, maar de cilinderinhoud bedroeg slechts 69,9 cc. De Super 80 modellen waren namelijk uitsluitend voor de export naar West-Duitsland bestemd en werden geproduceerd op initiatief van de bandenhandelaar Lange uit Stuttgart. Deze serie werd eind 1983 gepresenteerd. 
De S51-motoren waren opgeboord tot 45 mm, maar de slag van 44 mm bleef behouden. De drukveer van de koppeling was iets sterker en het vermogen bedroeg 5,6 pk (bij de Super 80 6,8 pk). De topsnelheid bedroeg 75 km per uur (Super 80 79 km per uur). Daarmee voldeden ze aan de West-Duitse norm voor "Leichtkrafträder" van maximaal 80 cc en een maximale snelheid van 80 km per uur. Ze moesten in het Westen echter de concurrentie aangaan met topmodellen van de merken Kreidler, Zündapp en Hercules, maar qua prijs konden ze dat zeker: in 1984 kostte de Super 80 slechts 1.690 Duitse mark. Een Hercules RX9 moest 5.498 DM opbrengen. Later werden alle modellen als S70 en S70 Enduro in de DDR verkocht.
- De Super 80 had een vrijwel identieke styling als de S51C. In West-Duitsland moest de machine de vergelijking met West-Duitse machines aan gaan, waarbij vooral de slechte banden als minpunt golden. Ook de trommelremmen waren ouderwets nu de concurrentie inmiddels schijfremmen had. De 6,8 pk motor was qua trekkracht niet opgewassen tegen de ca. 9 pk van de concurrenten, maar de topsnelheid was bijna gelijk: een goede Super 80 haalde 79 km per uur. Het wigsysteem van de versnellingsbak werkte zwaar en de afwerking, vooral van kabels en leidingen, werd als "rommelig" ervaren. Ook de ouderwetse styling vond weinig medestanders. Daar stond tegenover dat de machine geprezen werd om het bijzonder lage brandstofverbruik, de wendbaarheid, het veercomfort, de ingekapselde kettingaandrijving, de chokehendel aan het stuur en natuurlijk de prijs.
- De Super 80 Enduro was vrijwel identiek aan de S51E, maar uiteraard met de 70 cc motor.
- De S70C was de DDR versie van de Super 80 en was op de motor na identiek aan de S51C.
- De S70E was de DDR versie van de Super 80 Enduro en was op de motor na identiek aan de S51E.
- De S70E/2 was identiek aan de S70E, maar had een vast voorspatbord en een voorvorkstabilisator.
- De S701ES bleef in 1989 als laatste Enduromodel over en was gelijk aan de E/2, maar had een 12 volt installatie. Deze machine werd in een zeer kleine serie geleverd aan het "GST" (Gesellschaft für Sport und Technik) als wedstrijdmotor.

## Technische gegevens Super 80 en S70-serie
| Simson               | Super 80             | Super 80 Enduro      | S70C                 | S70E                 | S70E/S               | S70E/2               |
| -------------------- | -------------------- | -------------------- | -------------------- | -------------------- | -------------------- | -------------------- |
| Periode              | 1984-?               | 1984-?               | 1984-1988            | 1984-1988            | 1984-1988            | 1989                 |
| Productieaantal      | onbekend             | onbekend             | onbekend             | onbekend             | onbekend             | onbekend             |
| Motor                | M741/1KF             | M741/2KF             | M741/1KF             | M741/2KF             | M741/2KF             | M741/2KF             |
| Motor type           | eencilinder tweetakt | eencilinder tweetakt | eencilinder tweetakt | eencilinder tweetakt | eencilinder tweetakt | eencilinder tweetakt |
| Koeling              | rijwind              | rijwind              | rijwind              | rijwind              | rijwind              | rijwind              |
| boring in mm         | 45                   | 45                   | 45                   | 45                   | 45                   | 45                   |
| slag in mm           | 44                   | 44                   | 44                   | 44                   | 44                   | 44                   |
| Cilinderinhoud in cc | 69,9                 | 69,9                 | 69,9                 | 69,9                 | 69,9                 | 69,9                 |
| Compressieverhouding | 10,5:1               | 10,5:1               | 10,5:1               | 10,5:1               | 10,5:1               | 10,5:1               |
| Max. Vermogen in pk  | 5,6 bij 6.000 tpm    | 5,6 bij 6.000 tpm    | 5,6 bij 6.000 tpm    | 5,6 bij 6.000 tpm    | 5,6 bij 6.000 tpm    | 5,6 bij 6.000 tpm    |
| Topsnelheid in km/h  | 79                   | 75                   | 75                   | 75                   | 75                   | 75                   |
| Versnellingen        | 4 voetgeschakeld     | 4 voetgeschakeld     | 4 voetgeschakeld     | 4 voetgeschakeld     | 4 voetgeschakeld     | 4 voetgeschakeld     |
| Gewicht in kg        | 82 rijklaar          | 84                   | 84                   | 84                   | 84                   | 84                   |